# Joseph Chavarría Rodríguez
Joseph Eladio Chavarría Rodríguez (14 d'octubre de 1992) és un ciclista costa-riqueny.

## Palmarès
- 2004
  -  Campió de Costa Rica sub-23 en ruta
- 2015
  - Vencedor de 2 etapes de la Volta a Costa Rica
- 2016
  - 1r a la Volta al Táchira i vencedor de 2 etapes